# Бети Дейвис
Рут Елизабет „Бети“ Дейвис (на английски: Ruth Elizabeth 'Bette' Davis) е американска филмова, телевизионна и театрална актриса. Носителка е на две награди „Оскар“.  През 1999 г. Американският филмов институт включва Дейвис под Номер-2 в класацията на най-големите жени звезди на класическото холивудско кино.

## Биография
Започва кариерата си на Бродуей, но се мести в Холивуд през 1930 г. Има 4 брака и три деца.
През 1983 г. е диагностицирана с рак на гърдата. След операция получава няколко удара, което оставя парализирана дясната страна на лицето и лявата ѝ ръка, като влошава и говора ѝ. Умира 6 години по-късно.

## Избрана филмография
| Година | Филм            | Оригинално заглавие | Роля                     | Режисьор         |
| ------ | --------------- | ------------------- | ------------------------ | ---------------- |
| 1950   | Всичко за Ева   | All about Eve       | Марго                    | Джоузеф Манкевич |
| 1959   | Джон Пол Джоунс | John Paul Jones     | императрица Екатерина II | Джон Фароу       |
| 1978   | Смърт край Нил  | Death on the Nile   | Мари Ван Шуйлър          | Джон Гилермин    |

### на английски
- Davis, Bette (1962). The Lonely Life: An Autobiography. New York: G. P. Putnam's Sons. ISBN 978-0-4251-2350-8

- Carr, Larry (1979). More Fabulous Faces: The Evolution and Metamorphosis of Bette Davis, Katharine Hepburn, Dolores del Río, Carole Lombard and Myrna Loy. Doubleday and Company. ISBN 0-385-12819-3
- Chandler, Charlotte (2006). The Girl Who Walked Home Alone: Bette Davis, A Personal Biography. Simon and Schuster. ISBN 978-0-7432-6208-8
- Collins, Bill (1987). Bill Collins Presents "The Golden Years of Hollywood". The MacMillan Company of Australia. ISBN 0-333-45069-8
- Hyman, Bette D. (1985). My Mother's Keeper. William Morrow & Co., 347 pages. ISBN 978-0-6880-4798-6
- Sermak, Kathryn (2017). Miss D. and me: Life with the Invincible Bette Davis. Hachette Books. ISBN 978-0-3165-0784-4
- Sikov, Ed (2007). Dark Victory: The Life of Bette Davis. Henry Holt and Company. ISBN 978-0-8050-7548-9
- Spada, James (1993). More Than a Woman: An Intimate Biography of Bette Davis. Little, Brown and Company. ISBN 0-316-90880-0
- Stine, Whitney; Davis, Bette (1974). Mother Goddam: The Story of the Career of Bette Davis. W.H. Allen and Co. Plc. ISBN 1-56980-157-6

### на руски
- Карцева Е. Н. Бэтт Дэвис. — М.: Искусство, 1967. — (Мастера зарубежного киноискусства). — 116 с.